# Potentilla shockleyi
Potentilla shockleyi là loài thực vật có hoa trong họ Hoa hồng. Loài này được (S. Watson) Jeps. miêu tả khoa học đầu tiên năm 1925.